# Google Новости
Google Новости (англ. Google News) — бесплатный агрегатор новостей, который предоставлен и управляется компанией Google Inc. Сервис был создан в 2002 году, находился в бета-тестировании в течение трёх лет до 2006 года. Он служит для выбора самых актуальных новостей из тысяч публикаций по всему миру.

## Распространённость в мире
Различные версии бесплатного агрегатора новостей доступны по всему миру. В 2006 году в интернете работало 35 региональных служб. К сентябрю 2015 года сервис предоставлялся на следующих языках: арабском, бенгальском, болгарском, индонезийском, латвийском, литовском, румынском, кантонском, китайском, чешском, голландском, английском, французском, немецком, греческом, иврите, хинди, венгерском, итальянском, японском, корейском, малаялам, норвежском, польском, португальском, русском, испанском, шведском, тамильском, телугу, тайском, турецком, украинском и вьетнамском. В декабре были добавлены словацкий и словенский языки.
23 марта 2022 года доступ к ресурсу в России был заблокирован Роскомнадзором. Утверждается, что он обеспечивал доступ к публикациям, «содержащим недостоверную общественно значимую информацию» о ходе войны России на Украине.

## Примечание
1. ↑  And now, News (англ.). Official Google Blog. Дата обращения: 19 апреля 2023. Архивировано 19 апреля 2023 года.
2. ↑  Google News запущен на русском языке - CNews. CNews.ru. Дата обращения: 15 июня 2025.
3. ↑  Spreading the News in New Languages (англ.). Google News Blog. Дата обращения: 15 июня 2025.
4. ↑  Роскомнадзор заблокировал Google News. www.kommersant.ru (23 марта 2022). Дата обращения: 23 марта 2022. Архивировано 23 марта 2022 года.